# Куманово
Куманово (мкд. Куманово, алб. Kumanovë или Kumanova) је други по величини град у Северној Македонији, после Скопља. Седиште је истоимене општине, као и главно градско насеље Североисточне статистичке области у оквиру државе. Налази се у североисточном делу Северне Македоније на надморској висини од 333 m. Кроз њега протичу реке Липковска река, Којнарска река и Кумановска Река.
Куманово има велики значај за српску заједницу у Северној Македонији, пошто Срби чине значајну мањину у насељу. Куманово је такође везано за важне тренутке српске историје, посебно у вези Првог балканског рата (споменик на Зебрњаку).

## Историја
Претпоставља се да име града потиче од Кумана, туркијског племена које се овде доселило у 12. и 13. веку. Помиње се у 14. веку у хрисовуљама српских владара.
Место се први пут помиње 1519, у једном од докумената из турских архива у Истанбулу. Крајем 16. и почетком 17. века Куманово је постало варош и центар нахије. Турски путописац Евлија Челебија помиње да је 1660. у Куманову постојало: 600 кућа покривених ћерамидом, џамија, медреса, каравансарај, више радњи и млинова. У овом крају је избио Карпошев устанак 1689. у коме су се устаници, уз помоћ Аустријске војске, борили против Турака. Место је тек око 1840. године постало варош. Ту је затим седео кајмакам у окружном месту. Године 1912. у Куманову се налазе две православне цркве, од којих је једна нова и лепо изгледа, затим две џамије, три турске текије.
У близини Куманова, 23. октобра 1912, одиграла се позната Кумановска битка, у којој су српске снаге поразиле турску војску и натерале је на повлачење. Ово је била једна од одлучујућих битака Првог балканског рата. У порти кумановске цркве Свете Тројице налазио се гроб кумановског јунака потпуковника Александра Глишића, који је током битке страдао. На локалитету Зебрњак, у близини бојишта, изграђен је споменик који су Бугари делимично срушили за време Другог светског рата. За време бугарске окупације Македоније, било је намјерно спровођено рушење српских здања (цркви, споменика...), у виду бугаризације Македоније.
Током 2015. у Куманову је дошло до 
оружаних сукоба албанских сепаратиста и македонске војске и полиције у којима је погинуло више десетина људи.

## Срби у Куманову
По старим српским народним песмама у Куманову је живео "бег Костадин". Реч је о Константину Дејановићу српском велможи, а титула "бег", би значила да је био турски вазал. Године 1371. место је било посед српских великаша Дејановића. Куманово је било централно место истоимене казе, и налазило се на средини пута Врање-Скопље. То је било врло живо место где се добро трговало храном; одржавао се марвени и житни пазар. Око 1890. године ту је било око 6000 становника, више Хришћана него Муслимана. Али Православци су били подељени на српску и бугарску страну. Пописано је фебруара 1896. године у Куманову 425 српских кућа. То су били тешки дани за Србе који су губили позиције, препуштени сами себи, далеко од Србије. Бугарска егзархија се међутим ширила и добијала примат, јер су се Срби почели из интереса изјашњавати за егзархат, да би били мирни, поштеђени насиља. Мрски су им више били грчки свештеници и владике. Њихов број се драстично смањивао, све док 1890. године није опет спонтано кренуо српски покрет за отварање школа у Куманову и околини.
Почеци школства у Куманову досежу прву четвртину 19. века. Трајко звани Штипјанац (по месту рођења) први је познати српски учитељ деце у Куманову. Он је радио 1820—1823. године по старински; предавао по неком старинском словенском буквару. То је била прва кумановска школа у коју је ишло 50-70 ђака. Други учитељ је био Митар Дидаскаловић из места Матејче, али одрастао у Велесу. Као и његов претходник образовао се у манастиру. Знао је грчки језик, али је предавао старословенски 1823—1825. године, па је после био и грчки учитељ. Затим је ту Денко Крстић родом из Куманова, који је предавао старословенски једну годину 1895—1896. године. Имао је "приличан број ђака", а то је више од 80 колико је имао претходник Митар. Дошао је онда за учитеља из Штипа, Костадин Велић. И он је учио старословенски 1826—1831. године, али је попут Денка и он унео слова: ћ, ђ, џ. Следе други кумановски учитељи: непознат (1831—1836), Риста Тасић из Куманова предавао "славено-српски" (1836—1844), Ђорђе Јовановић из Куманова (1844—1849), Серафим Дојковић из Куманова држао и школу за одрасле "вишу" (1849—1856), Живко Марковић из Јагодине у Србији, био пандур па општи учитељ у Куманову (1852—1861), у његово време је уведен свечани испит а слушало га чак 200 ђака. Следе, Сима Мечкујевић (1861—1863), Јеврем Стојиљковић (1863—1866), Зафир из Гњилана (1866—1867), Захарије Арват родом из Хрватске (1867—1868), Зафир Златановић (1868—1870), Илија Поповић из Србије (1869—1870), Коста Јовановић из Кратова (1870—1872), Костадин Јосимовић из Прилепа (1872—1874), Михајло Ристић из Врања (1874—1877) и Теодор Костић из Велеса.
Прва српска народна школа започела је рад још 1843. године и опстала до 1877. године. Радила је у Куманову српска основна школа, и то мушка и женска, између 1868—1874. године. Око 1870-1875. српски учитељ у Куманову био је Зарија Радичевић. После Херцеговачког устанка српске школе у граду и околини се затварају. Након тога је лепу мисију обавио Хаџи Денко, који је 1884. године умро, јер се против њега водила кампања. Српска школа је за његово време 1882. године обновила просветни рад. Срби су се "борили" и против Турака и против Бугара. Али 1893. године Турци су затворили српску школу у Куманову, па се умешала Краљевина Србија и са дипломатским корацима поправила ствар. Претплату за српски недељник "Цариградски гласник", скупљао је 1896. године у Куманову, учитељ Јован Ћирковић.
"Стожер српски" у Куманову је од 1882. године био прота Михајило Хаџи-Стојиљковић. Прота је рођен 1834. године у Куманову, као син Хаџи Стојиљка кујунџије. Завршио је основну школу у Куманову и почео да ради уз оца у радњи. Међутим када се оженио, таст поп Иконом Димитрије га је спремио за свештеника. Због угрожености од стране Грка, био се за кратко приклонио бугарској егзархији. Али када је прозрео њихове тежње, вратио се цариградској патријаршији и постао предводник Срба у Куманову. У Куманову је 1896. године била само једна и то заједничка православна црква, посвећена Св. Николи. Она је припадала по царском ферману Патријаршији, а не бугарској Егзархији. Приликом одвајања Бугара, добили су право и они да користе храм по одређеном редоследу. И једни и други су седмично наизменично службу обављали, а питање својине није отварано до Божића 1896. године. Тај празник је дошао на ред код Срба, али Бугараши су мимо редоследа, тражили један дан Божића јер су мислили да их има више бројчано. Заиста Срба је тада било 2/5 а Бугара 3/5 православаца. Али Срби су одбили да мењају стари распоред. Бугараши су добили кључеве цркве за седмицу дана од 5. јануара 1897. године и након истека права коришћења одбили су да врате кључеве Србима, иако је то редослед био. Онда су Бугари пријавили турским властима да је њиховом црквењаку кључ отет. а Срби су пријавили кајмакаму да Бугари не дају кључ назад и тражили су да им одузме. у међувремену скупили су се и Срби и Бугари у црквеној порти и дошло је до сукоба, са по неколико повређених са обе стране. Турске заптије су оружјем увеле ред, а Срби су ушли у цркву и службу обавили.
Епилог је био следећи: српска црква додељена је 1897. године Бугарима (Егзархији), па су Срби остали без иједне цркве у граду. Прославу школске славе Св. Саве, обавили су 1899. године у згради друге српске основне школе. Чинодејствовао је поп Стиљковић, а беседу светосавску изговорио учитељ Јован Радовић. Председник српске православне црквене општине у месту био је 1899. године прота Атанасије Петровић. Отворена је 17. августа 1903. године нова српска православна црква у Куманову, посвећена Светој Тројици или празнику Духови. Почетак прве литургије огласили је једно ново звоно подигнуто на торњу. Удовица поседника Ђуре Ђуревице - Марија оставила је кумановској српској цркви своје имање вредно 600 турских лира.
У Куманову су 1895/1896. године биле две школе, мушка и женска. Свака је имала по 4 разреда, са укупно 264 ученика и ученица, којима су предавали три учитеља и две учитељице. Учитељи су имали завршену Учитељску школу, а учитељице Вишу женску школу у Београду. Године 1897. у месту је прослављен српски празник Савиндан. Како је тог дана по распоред у храму био бугарски ред, свечаност је одржана у једној од учионица школе. Тада је управитељ школе био Стеван Бојковић, а један од учитеља Стојан Стојичевић.
- Куманово 1913. године
- Ослобођење Куманова 1944. године
- Споменик револуције

Од 1910. године у граду је формирано српско друштво "Привредник". Године 1912. каже се да у Куманову живи око 15.000 становника. Пола су Срби православни хришћани а пола Турци - муслимани; и то већина словенског порекла (потурчењаци) а врло мало "правих" Турака. За време Првог светског рата кумановску цркву Св. Николе, бугарска војска је претворила у коњушницу за официрске коње.
Године 1924. у Куманову у порти православне цркве посвећене Св. Тројици налазио се споменик изгинулим српским четницима. Плочу је још пре Првог светског рата изнад портанских врата поставио четнички војвода Јован Довезенски, својим палим друговима по оружју. На плочи која је током рата сачувана од Бугара у једном подруму, враћена је на своје место. Текст који је својом руком лично урезао Довезенски је гласио: "Спомен у славу палих бораца за народна права и слободу 1905-6. године, Војводе Павла и Бацете и четника Ђорђа, Санка и Мијаила. Овај спомен подиже њихов старешина и друг Ј. Довезенски." У једном углу порте био је постављен бели мермерни споменик, око којег су били крстови. Ту је био сахрањен српски потпуковник Аца Глишић, заједно са капетаном Миливојем Крстићем, Дамјаном Васићем и другим славно изгинулим Кумановчанима. У црквеној порти је на средини (између цркве и школе) био гроб погинулог бугарског мајора, који је Србима много зла нанео током окупације. Сахранила га је окупаторска бугарска војска ту, у инат Србима.
У порти црквеној налазила се 1924. године и основна школа коју су подигли сами четници. Градњу су започели "9. августа 1909. године у 9 сати и 9 минута", по плану војводе Довезенског. На почетку рада, скупили четници Довезенски и Ђорђе Скопљанац међу Србима за један дан, 320 златних турских лира. Школа је завршена 1911. године укупно коштајући неколико хиљада лира. Школски подрум је био од значаја јер се ту налазила школска библиотека са око 800 примерака књига, а ту се састајало и српско музичко друштво. Када су 1918. године Бугари бежали пред српском војском, стигли су да поставе "паклену машину" у подруму школе, али их је претекао храбри Данко из суседства, који је бомбу деактивирао.
Прави индустријски развој Куманово је доживело после Другог светског рата. Антифашистички устанак у Македонији је избио 11. октобра 1941. године у Прилепу и Куманову. У Куманову је 1999. године потписан Војнотехнички споразум између НАТО-а и Војске Југославије, познат и као Кумановски споразум, којим је окончана НАТО агресија на СРЈ.

## Становништво
Према попису из 2021. године у граду Куманову је живео 75.051 становник, следећег националног састава:
| Национални састав према попису из 2021.‍ | Национални састав према попису из 2021.‍ | Национални састав према попису из 2021.‍ | Национални састав према попису из 2021.‍ | Национални састав према попису из 2021.‍ |
| --------------------------------------- | --------------------------------------- | --------------------------------------- | --------------------------------------- | --------------------------------------- |
|                                         |                                         |                                         |                                         |                                         |
| Македонци                               | Македонци                               |                                         | 43.280                                  | 57,7%                                   |
| Албанци                                 | Албанци                                 |                                         | 17.685                                  | 23,6%                                   |
| Срби                                    | Срби                                    |                                         | 4.300                                   | 5,7%                                    |
| Роми                                    | Роми                                    |                                         | 2.768                                   | 3,7%                                    |
| непописани                              | непописани                              |                                         | 6.128                                   | 8,2%                                    |

## Клима
| Клима Куманова             | Клима Куманова | Клима Куманова | Клима Куманова | Клима Куманова | Клима Куманова | Клима Куманова | Клима Куманова | Клима Куманова | Клима Куманова | Клима Куманова | Клима Куманова | Клима Куманова | Клима Куманова |
| Показатељ \ Месец          | .Јан.          | .Феб.          | .Мар.          | .Апр.          | .Мај.          | .Јун.          | .Јул.          | .Авг.          | .Сеп.          | .Окт.          | .Нов.          | .Дец.          | .Год.          |
| -------------------------- | -------------- | -------------- | -------------- | -------------- | -------------- | -------------- | -------------- | -------------- | -------------- | -------------- | -------------- | -------------- | -------------- |
| Максимум, °C (°F)          | 4,0 (39,2)     | 7,6 (45,7)     | 12,6 (54,7)    | 17,6 (63,7)    | 22,3 (72,1)    | 26,6 (79,9)    | 29,4 (84,9)    | 29,6 (85,3)    | 25,7 (78,3)    | 18,9 (66)      | 11,5 (52,7)    | 5,3 (41,5)     | 17,59 (63,67)  |
| Просек, °C (°F)            | 0,4 (32,7)     | 2,9 (37,2)     | 7,2 (45)       | 11,7 (53,1)    | 16,1 (61)      | 19,8 (67,6)    | 22,1 (71,8)    | 22,1 (71,8)    | 18,5 (65,3)    | 13,0 (55,4)    | 7,0 (44,6)     | 1,9 (35,4)     | 11,89 (53,41)  |
| Минимум, °C (°F)           | −3,2 (26,2)    | −1,7 (28,9)    | 1,9 (35,4)     | 5,8 (42,4)     | 10,0 (50)      | 13,1 (55,6)    | 14,8 (58,6)    | 14,6 (58,3)    | 11,4 (52,5)    | 7,1 (44,8)     | 2,6 (36,7)     | −1,5 (29,3)    | 6,24 (43,23)   |
| Количина падавина, mm (in) | 38 (1,5)       | 35 (1,38)      | 38 (1,5)       | 42 (1,65)      | 59 (2,32)      | 49 (1,93)      | 38 (1,5)       | 32 (1,26)      | 38 (1,5)       | 45 (1,77)      | 55 (2,17)      | 48 (1,89)      | 517 (20,37)    |
| Извор: Climate-Data.org    |                |                |                |                |                |                |                |                |                |                |                |                |                |

## Привреда и комуникације
У граду постоји значајна метална и текстилна индустрија. Куманово има добре путне и железничке комуникације са Велесом, Скопљем и Србијом на северу. Пут преко Криве Паланке води до бугарске границе. Скопски аеродром се налази око 20 km јужно од града.

## Партнерски градови
- Вараждин
- Врање
- Габрово
- Лесковац
- Пловдив
- Нови Сад
- Бијељина